# Списак италијанских бојних бродова
Списак свих бојних бродова (укључујући и оклопњаче) у служби италијанске ратне морнарице (Regia Marina):

## Оклопњаче

### КласаФормидабиле
- Формидабиле
- Терибиле

### КласаПринчипе ди Карињано
- Принчипе ди Карињано
- Принчипе Умберто
- Конте Верде
- Месина

### КласаРе д'Италија
- Ре д'Италија
- Ре ди Портогало

### КласаРеђина Марија Пија
- Ређина Марија Пија
- Сан Мартино
- Анкона
- Кастелфидардо
- Афондаторе

### КласаРома
- Рома
- Венеција

### КласаПринчипе Амедео
- Принчипе Амедео
- Палестро

### КласаКајо Дуилио
- Кајо Дуилио (1876—1909) (изрезан)
- Енрико Дандоло (1878—1920) (изрезан)

### КласаИталија
- Италија
- Лепанто

### КласаРуђеро ди Лаура
- Руђеро ди Лаура
- Андреа Дорија
- Франческо Морозини

### КласаРе Умберто
- Ре Умберто
- Сардења
- Сичилија
- Марко Поло

## Преддредноти

### КласаЕмануеле Филиберто
- Емануеле Филиберто (1897—1920, исечен)
- Амираљо ди Сен Бон (1897—1920, исечен)

### КласаРеђина Маргерита
- Ређина Маргерита (1901—1916) (потопила немачка подморница)
- Бенедето Брин (1901—1915) (потопили саботери)

### КласаРеђина Елена
- Ређина Елена
- Виторио Емануеле
- Наполи
- Рома

## Дредноти
- Данте Алигијери (1910—1928)

### КласаКонте ди Кавур
- Конте ди Кавур
- Ђулио Чезаре
- Леонардо да Винчи (1911—1916) (потопили саботери)

### КласаКајо Дуилио
- Кајо Дуилио
- Андреа Дорија

### КласаФранческо Карачоло
- Франческо Карачоло (1920-отписан)
- Кристофоро Коломбо (отписан)
- Маркантонио Колона (отписан)
- Франческо Морозини (отписан)

## Супердредноти

### КласаЛиторио
- Литорио / Италија (1937—1948, изрезан)
- Виторио Венето (1937—1948, изрезан)
- Рома (1940—1943, потопили Немци)
- Имперо (1943 -отписан)